# Озеленённые территории
Озеленённая территория — участок территории населённого пункта, занятый преимущественно искусственно созданными садово-парковыми комплексами и объектами (парк, сад, сквер, роща, бульвар), а также территории жилых, общественно-деловых и других территориальных зон, не менее 70 % поверхности которых занято зелёными насаждениями и другим растительным покровом.

## Классификация
В России согласно ГОСТ 28329-89 «Озеленение городов. Термины и определения», озеленённые территории подразделяются на три категории: общего пользования, ограниченного пользования и специального назначения.
Озеленённые территории общего пользования — парки культуры и отдыха (общегородские, районные), детские, спортивные парки (стадионы), парки тихого отдыха и прогулок, сады жилых районов и микрорайонов, скверы, бульвары, озелененные участки при общегородских торговых и административных центрах, лесопарки и т.д.

Насаждения общего пользования — доступные всем жителям города и приезжим насаждения, защищающие от пыли, избыточной солнечной радиации, создающие комфортные условия для кратковременного и продолжительного отдыха, занятий физкультурой и спортом, проведения культурно-просветительных и зрелищно-развлекательных мероприятий. Степень озеленения города, его привлекательность во многом определяются количеством и состоянием зон общего пользования.
Озеленённые территории ограниченного пользования — насаждения на жилых территориях (за исключением садов микрорайонов), насаждения на территориях детских и учебных заведений, спортивных и культурно-просветительных учреждений, общественных и учреждений здравоохранения, при клубах, дворцах культуры, при научно-исследовательских учреждениях. Насаждения ограниченного пользования предназначены для занятий на открытом воздухе физкультурой и спортом, для занятий по специальным предметам и игр детей, лечебных и профилактических процедур, отдыха в перерывах между работой.

Ими пользуются сотрудники предприятий и учреждений, учащиеся и студенты, больные и посетители лечебно-профилактических учреждений и т. д., размещенные на данной озелененной территории.
Озеленённые территории специального назначения — насаждения вдоль улиц, магистралей и на площадях, насаждения коммунально-складских территорий и санитарно-защитных зон, ботанические, зоологические сады и парки, выставки, насаждения ветрозащитного, водо- и почвоохранного значения, противопожарные насаждения, насаждения мелиоративного назначения, питомники, цветочно-оранжерейные хозяйства, насаждения кладбищ и крематориев.

Озеленённые территории специального назначения используют для сокращения неблагоприятного воздействия промышленности и транспорта на окружающую среду. В зависимости от поставленной цели (защита от загрязнений, ветра, снежных и песчаных бурь; создания барьера для распространения огня, дыма, шума, селевых потоков; снижения испарения водоема и т. д.) выбирают приём размещения и конструкцию посадок, а также ассортимент растений.

Одновременно следует пользоваться возможностью формировать с помощью растений необходимый в данном случае ландшафт.
Некоторые авторы, предлагают усовершенствовать систему классификации озеленённых территорий и внести необходимые изменения в законодательство.

## Нормы озеленения
Норма озеленения — это площадь насаждений в м², приходящаяся на 1 жителя, которая принимается в зависимости от климатических условий, размера города, промышленной базы.
До 17.12.2015 в России действовали "Методические рекомендации по разработке норм и правил по благоустройству территорий муниципальных образований", определявшие минимальные требования к обеспеченности озеленёнными территориями
участков общественной, жилой, производственной застройки.

Указанные методические рекомендации признаны не подлежащими применению после рассмотрения в Верховном суде РФ дела о нарушении прав граждан в рамках местного самоуправления.